# Ophthalmis
Ophthalmis es un  género de lepidópteros perteneciente a la familia Noctuidae. Es originario de islas del Océano Pacífico.

## Especies
- Ophthalmis cincta Boisduval, 1874
- Ophthalmis darna Druce, 1894
- Ophthalmis floresiana Rothschild, 1897
- Ophthalmis haemorrhoidalis Guérin-Méneville, [1838]
- Ophthalmis lincea Cramer, [1779]
- Ophthalmis milete Cramer, [1775]
- Ophthalmis privata Walker, [1865]
- Ophthalmis swinhoei Semper, 1899